# Натрона (округ, Вайомінг)
Шаблон:StateAbbr_ 42°58′ пн. ш. 106°48′ зх. д. / 42.97° пн. ш. 106.8° зх. д.
 Натрона  (англ. Natrona County) — округ (графство) у штаті Вайомінг. Ідентифікатор округу 56025.

## Історія
Округ утворений 1888 року.

## Демографія
За даними перепису 
2000 року 
загальне населення округу становило 66533 осіб, зокрема міського населення було 57719, а сільського — 8814.
Серед них чоловіків — 32872, а жінок — 33661. В окрузі було 26819 домогосподарств, 17747 родин, які мешкали в 29882 будинках.
Середній розмір родини становив 2,95.
Віковий розподіл населення поданий у таблиці:
| Стать    | До 15 років | 15-21 | 22-29 | 30-39 | 40-49 | 50-65 | 65-85 | Понад 85 |
| -------- | ----------- | ----- | ----- | ----- | ----- | ----- | ----- | -------- |
| Чоловіки | 7214        | 3793  | 3227  | 4335  | 5649  | 5034  | 3411  | 209      |
| Жінки    | 6816        | 3733  | 3226  | 4521  | 5500  | 5061  | 4174  | 630      |

## Суміжні округи
- Джонсон — північ
- Конверс — схід
- Олбані — південний схід
- Карбон — південь
- Фремонт — захід
- Вошейкі — північний захід

## Виноски
1. ↑  US Decennial Census. US Census Bureau. Процитовано 18 серпня 2015.
2. ↑  Historical Decennial Census Population for Wyoming Counties, Cities, and Towns. Wyoming Department of Administration & Information, Division of Economic Analysis. Процитовано 25 січня 2014.
3. ↑  State & County QuickFacts. US Census Bureau. Архів оригіналу за 6 червня 2011. Процитовано 25 січня 2014.(англ.) Наведено за англійською вікіпедією.
4. ↑  American FactFinder. Бюро перепису населення США. Архів оригіналу за 26 лютого 2012. Процитовано 31 січня 2008.

| США | Це незавершена стаття з географії США. Ви можете допомогти проєкту, виправивши або дописавши її. |